# Celine Dion (album)
Celine Dion là album phòng thu thứ mười một và cũng là album tiếng Anh thứ hai mang chính tên của ca sĩ người Canada Celine Dion, phát hành ngày 30 tháng 3 năm 1992 bởi Columbia Records và Epic Records. Sau thành công tương đối của album tiếng Anh đầu tay Unison (1990), Dion đạt được bước đột phá trên thị trường quốc tế khi hợp tác với Peabo Bryson trong bài hát chủ đề của bộ phim hoạt hình năm 1991 Beauty and the Beast của Walt Disney Pictures, và bản nhạc sau đó cũng xuất hiện trong Celine Dion. Đây là một bản thu âm pop với năm bản nhạc được sáng tác bởi Diane Warren và "With This Tear" được Prince viết riêng cho nữ ca sĩ, trong khi khâu sản xuất được đảm nhiệm bởi Walter Afanasieff, Humberto Gatica, Guy Roche và Ric Wake. Ngoài ra, Dion cũng thể hiện lại bài hát năm 1989 "If You Asked Me To" của Patti LaBelle.
Sau khi phát hành, Celine Dion đa phần nhận được những phản ứng tích cực từ các nhà phê bình âm nhạc, trong đó họ đánh giá cao chất giọng của Dion và coi đây là bước tiến bộ so với album trước. Ngoài ra, đĩa nhạc cũng gặt hái nhiều giải thưởng và đề cử tại những lễ trao giải lớn, bao gồm một đề cử giải Grammy cho Trình diễn giọng pop nữ xuất sắc nhất tại lễ trao giải thường niên lần thứ 35. Celine Dion cũng gặt hái những thành công tương đối về mặt thương mại, đứng đầu bảng xếp hạng tại Canada và vươn đến top 40 tại Úc và New Zealand. Album đạt vị trí thứ 34 trên bảng xếp hạng Billboard 200 tại Hoa Kỳ, trở thành đĩa nhạc đầu tiên của Dion vươn đến top 40 tại đây và được chứng nhận hai đĩa Bạch kim bởi Hiệp hội Công nghiệp Ghi âm Hoa Kỳ (RIAA). Tính đến nay, album đã bán được hơn 5 triệu bản trên toàn thế giới.
Năm đĩa đơn đã được phát hành từ Celine Dion, bao gồm đĩa đơn thắng giải Oscar cho Bài hát gốc xuất sắc nhất "Beauty and the Beast". Đĩa đơn chủ đạo đầu tiên "If You Asked Me To" đạt vị trí số một tại Canada và thứ tư trên bảng xếp hạng Billboard Hot 100 tại Hoa Kỳ, trong khi "Nothing Broken but My Heart" cũng vươn đến top 40 tại thị trường Bắc Mỹ. Hai đĩa đơn cuối cùng "Love Can Move Mountains" và "Water from the Moon" đều vươn đến top 10 tại Canada nhưng không gặt hái nhiều thành công tại những thị trường khác. Ngoài ra, "Did You Give Enough Love" cũng được phát hành dưới dạng đĩa đơn quảng bá. Để quảng bá album, Dion trình diễn trên nhiều chương trình truyền hình và lễ trao giải lớn, như giải Oscar lần thứ 64, giải thưởng Âm nhạc Mỹ năm 1992, giải Grammy lần thứ 35 và giải Juno năm 1993, cũng như thực hiện chuyến lưu diễn Celine Dion in Concert (1992-93).

## Danh sách bài hát
| Celine Dion – Phiên bản tiêu chuẩn | Celine Dion – Phiên bản tiêu chuẩn                | Celine Dion – Phiên bản tiêu chuẩn         | Celine Dion – Phiên bản tiêu chuẩn | Celine Dion – Phiên bản tiêu chuẩn |
| STT                                | Nhan đề                                           | Sáng tác                                   | Sản xuất                           | Thời lượng                         |
| ---------------------------------- | ------------------------------------------------- | ------------------------------------------ | ---------------------------------- | ---------------------------------- |
| 1.                                 | "Introduction"                                    | Walter Afanasieff                          | Afanasieff                         | 1:14                               |
| 2.                                 | "Love Can Move Mountains"                         | Diane Warren                               | Ric Wake                           | 4:53                               |
| 3.                                 | "Show Some Emotion"                               | Andrew Gold Gregory Prestopino Brock Walsh | Afanasieff                         | 4:29                               |
| 4.                                 | "If You Asked Me To"                              | Warren                                     | Guy Roche                          | 3:55                               |
| 5.                                 | "If You Could See Me Now"                         | Afanasieff John Bettis                     | Afanasieff                         | 5:07                               |
| 6.                                 | "Halfway to Heaven"                               | Franne Golde Nicky Holland Hal David       | Afanasieff                         | 5:05                               |
| 7.                                 | "Did You Give Enough Love"                        | Seth Swirsky Arnie Roman                   | Wake                               | 4:22                               |
| 8.                                 | "If I Were You"                                   | Shelly Peiken Roman                        | Wake                               | 5:07                               |
| 9.                                 | "Beauty and the Beast" (song ca với Peabo Bryson) | Alan Menken Howard Ashman                  | Afanasieff                         | 4:04                               |
| 10.                                | "I Love You, Goodbye"                             | Warren                                     | Roche                              | 3:34                               |
| 11.                                | "Little Bit of Love"                              | Claude Gaudette Andy Scott                 | Humberto Gatica                    | 4:27                               |
| 12.                                | "Water from the Moon"                             | Warren                                     | Roche Afanasieff [a]               | 4:40                               |
| 13.                                | "With This Tear"                                  | Prince                                     | Afanasieff                         | 4:12                               |
| 14.                                | "Nothing Broken but My Heart"                     | Warren                                     | Afanasieff                         | 5:55                               |
| Tổng thời lượng:                   | Tổng thời lượng:                                  | Tổng thời lượng:                           | Tổng thời lượng:                   | 61:04                              |

| Celine Dion – Phiên bản thứ hai tại Châu Âu (bản nhạc bổ sung) | Celine Dion – Phiên bản thứ hai tại Châu Âu (bản nhạc bổ sung) | Celine Dion – Phiên bản thứ hai tại Châu Âu (bản nhạc bổ sung) | Celine Dion – Phiên bản thứ hai tại Châu Âu (bản nhạc bổ sung) | Celine Dion – Phiên bản thứ hai tại Châu Âu (bản nhạc bổ sung) |
| STT                                                            | Nhan đề                                                        | Sáng tác                                                       | Sản xuất                                                       | Thời lượng                                                     |
| -------------------------------------------------------------- | -------------------------------------------------------------- | -------------------------------------------------------------- | -------------------------------------------------------------- | -------------------------------------------------------------- |
| 15.                                                            | "Where Does My Heart Beat Now"                                 | Robert White Johnson Taylor Rhodes                             | Christopher Neil                                               | 4:33                                                           |
| Tổng thời lượng:                                               | Tổng thời lượng:                                               | Tổng thời lượng:                                               | Tổng thời lượng:                                               | 65:37                                                          |

| Celine Dion – Phiên bản thứ hai tại Úc (đĩa bổ sung) | Celine Dion – Phiên bản thứ hai tại Úc (đĩa bổ sung) | Celine Dion – Phiên bản thứ hai tại Úc (đĩa bổ sung) | Celine Dion – Phiên bản thứ hai tại Úc (đĩa bổ sung) | Celine Dion – Phiên bản thứ hai tại Úc (đĩa bổ sung) |
| STT                                                  | Nhan đề                                              | Sáng tác                                             | Sản xuất                                             | Thời lượng                                           |
| ---------------------------------------------------- | ---------------------------------------------------- | ---------------------------------------------------- | ---------------------------------------------------- | ---------------------------------------------------- |
| 1.                                                   | "Where Does My Heart Beat Now"                       | Johnson Rhodes                                       | Neil                                                 | 4:33                                                 |
| 2.                                                   | "(If There Was) Any Other Way"                       | Paul Bliss                                           | Neil                                                 | 3:59                                                 |
| 3.                                                   | "Unison"                                             | Andy Goldmark Bruce Roberts                          | Goldmark                                             | 4:12                                                 |
| 4.                                                   | "The Last to Know"                                   | Walsh Phil Galdston                                  | Neil                                                 | 4:34                                                 |
| Tổng thời lượng:                                     | Tổng thời lượng:                                     | Tổng thời lượng:                                     | Tổng thời lượng:                                     | 14:18                                                |

Ghi chú
- ^a  nghĩa là sản xuất bổ sung

## Xếp hạng
| Bảng xếp hạng (1992–1998)   | Vị trí cao nhất |
| --------------------------- | --------------- |
| Album Úc (ARIA)             | 15              |
| Canada Top Albums/CDs (RPM) | 4               |
| Album Canada (The Record)   | 3               |
| Album Nhật Bản (Oricon)     | 59              |
| Album New Zealand (RMNZ)    | 31              |
| Album Quebec (ADISQ)        | 1               |
| Album Anh Quốc (OCC)        | 70              |
| Album Hoa Kỳ Billboard 200  | 34              |

| Bảng xếp hạng (1992) | Vị trí |
| -------------------- | ------ |
| Album Canada (RPM)   | 16     |
| Hoa Kỳ Billboard 200 | 92     |
| Bảng xếp hạng (1993) | Vị trí |
| Album Canada (RPM)   | 97     |

## Chứng nhận
| Quốc gia                                                                                              | Chứng nhận  | Số đơn vị/doanh số chứng nhận |
| --- | ----------- | ----------------------------- |
| Úc (ARIA)                                                                                             | Bạch kim    | 70.000‡                       |
| Canada (Music Canada)                                                                                 | Kim cương   | 1.000.000^                    |
| Nhật Bản (RIAJ)                                                                                       | Vàng        | 100.000^                      |
| Anh Quốc (BPI)                                                                                        | Vàng        | 100.000^                      |
| Hoa Kỳ (RIAA)                                                                                         | 2× Bạch kim | 3,024,000                     |
| Tổng hợp                                                                                              |             |                               |
| Toàn cầu                                                                                              | —           | 5,000,000                     |
| ^ Chứng nhận dựa theo doanh số nhập hàng. ‡ Chứng nhận dựa theo doanh số tiêu thụ và phát trực tuyến. |             |                               |

## Lịch sử phát hành
| Khu vực        | Ngày             | Hãng đĩa | Định dạng      | Mã        |
| -------------- | ---------------- | -------- | -------------- | --------- |
| Canada         | 30 tháng 3, 1992 | Columbia | CD cassette    | 52473     |
| Hoa Kỳ         | 31 tháng 3, 1992 | Epic     | CD cassette    | 52473     |
| Nhật Bản       | 21 tháng 5, 1992 | SMEJ     | CD             | ESCA-5587 |
| Vương quốc Anh | 8 tháng 6, 1992  | Epic     | CD LP cassette | 471508    |
| Úc             | 22 tháng 6, 1992 | Epic     | CD cassette    | 471508    |
| Úc             | 7 tháng 9, 1992  | Epic     | CD cassette    | 471508    |
| Đức            | 3 tháng 12, 1992 | Columbia | CD LP cassette |           |
| Vương quốc Anh | 4 tháng 1, 1993  | Epic     | CD LP cassette | 4715089   |